# Орден Норвежского льва
Орден Норвежского льва (норв. Den Norske Løve) — королевская награда Норвегии. Учреждён 21 января 1904 года как высший орден Норвегии, упразднён 11 марта 1952 года.

## История
В конце XIX — начале XX века в рамках шведско-норвежской унии нарастало напряжение. Одним из раздражающих факторов норвежской знати было то, что в общей шведско-норвежской иерархии наград кавалеры шведского ордена Серафимов считались выше кавалеров Большого креста норвежского ордена Святого Олафа. Норвежская пресса, выражая общественное мнение, призывала привести норвежскую систему почестей в равное по статусу положение с системами Швеции и Дании.
В ответ на эти призывы король Швеции и Норвегии Оскар II в день своего 75-летия, 21 января 1904 года, учредил орден Норвежского льва, «в память о великолепных событиях, связанных с почтенным Гербом Норвегии». Новый орден, имевший одну степень, был призван стать высшим орденом Норвегии, по статусу равным ордену Серафимов и ордену Слона. При учреждении ордена Норвежского льва было указано, что орден Серафимов перестаёт быть общим высшим шведско-норвежским орденом.
Учреждение нового норвежского ордена и первые награждения, не затронувшие норвежцев, пробудили дебаты в норвежских политических кругах. Предложение, внесённое в стортинг, призывало заявить о неодобрении расширения норвежской системы наград, но было отклонено голосованием (54—62).
Уже в следующем, 1905 году, шведско-норвежская уния была разорвана и Норвегия обрела независимость. На престол взошёл датский принц Карл, принявший тронное имя Хокон VII. 29 января 1906 года Норвежский Королевский Суд пересмотрел орденские статуты, приравняв кавалеров ордена Норвежского льва к кавалерам Большого креста ордена Святого Олафа. Король Хокон, ставший гроссмейстером норвежских орденов, не пожелал осуществлять новые награждения орденом Норвежского льва и носить знаки оного. Орден продолжал формально числиться в системе наград Норвегии и статут ордена включался в Норвежский правительственный ежегодник до 1951 года.
Король Хокон VII упразднил орден Норвежского льва решением Суда от 11 марта 1952 года. Последний кавалер ордена, король Швеции Густав VI Адольф, умер 15 сентября 1973 года.

## Статут ордена
Король Норвегии являлся гроссмейстером ордена. Наследники норвежского трона становились кавалерами ордена по праву рождения. Число кавалеров ордена, помимо наследника трона, иностранных суверенов и глав государств, ограничивалось 12 членами.
Награждён орденом мог быть только кавалер Большого креста ордена Святого Олафа, отличившийся заслугами на высоком государственном посту или принёсший великую пользу стране другим образом.

## Знаки ордена
Знак ордена состоит из золотого овального медальона красной эмали, окружённого золотым венком и увенчанного королевской короной. В центре медальона на лицевой стороне наложен золотой шагающий лев с серебряной секирой на золотой рукоятке, на оборотной стороне надпись золотом: «OVER DYBET / MOD / HØIDEN». К короне крепится кольцо, через которое знак подвешивается к ленте.
Звезда ордена представляет собой золотой, покрытый белой эмалью, «греческий» крест с раздвоенными концами и шариками на концах. В центре наложен знак ордена, окружённый миниатюрным золотым изображением орденской цепи из четырёх вензелей короля Оскара II и трёх шагающих львов с секирой.
Цепь ордена золотая и состоит из чередующихся 9 звеньев белой эмали в виде вензеля короля Оскара II и 9 звеньев в виде шагающего льва с секирой. Звенья соединены золотыми цепочками.
Лента ордена синяя с красными и белыми полосами по краям.

## Кавалеры ордена
Всего было произведено 11 награждений орденом:
- Оскар II король Швеции и Норвегии (21 января 1904)
- Густав наследный принц Шведский и Норвежский (21 января 1904)
- Карл принц Шведский и Норвежский (21 января 1904)
- Евгений принц Шведский и Норвежский (21 января 1904)
- Густав Адольф принц Шведский и Норвежский (21 января 1904)
- Вильгельм принц Шведский и Норвежский (21 января 1904)
- Эрик принц Шведский и Норвежский (21 января 1904)
- Вильгельм II император Германии король Пруссии (27 января 1904)
- Франц Иосиф I император Австрии король Венгрии (5 апреля 1904)
- Кристиан IX король Дании (10 сентября 1904)
- Эмиль Лубе президент Франции (1 декабря 1904)

Король Хокон VII формально принял 18 ноября 1905 года звание гроссмейстера ордена, но никогда не носил его знаков.